# Beninisch-deutsche Beziehungen
Die Beninisch-deutschen Beziehungen sind das zwischenstaatliche Verhältnis zwischen Benin und Deutschland. Diplomatische Beziehungen zwischen beiden Ländern bestehen seit 1960, als Benin seine Unabhängigkeit von Frankreich erhielt. Seitdem hat Deutschland in Benin umfangreiche Entwicklungshilfe geleistet und verfügt deshalb über ein hohes Ansehen im Land.

## Geschichte
Erste übersetzte Reiseberichte in deutscher Sprache über das Königreich Dahomey erschienen gegen Ende des 18. Jahrhunderts. Bei den Kriegen der Franzosen zur Unterwerfung von Dahomey gegen Ende des 19. Jahrhunderts kämpften auch einige deutsche Söldner aufseiten von König Behanzin, von denen 1892 drei starben. Einer der ersten direkten Kontakte geht auf Karl von Gravenreuth zurück, der 1891 von Behanzin in Dahomey 370 Sklavinnen und Sklaven für Arbeiterkolonien in Kamerun erwarb.
Die deutsche Kolonie Togo grenzte direkt an das französische Benin und einige deutsche Händler siedelten sich in Ouidah an, die mit dem Ausbruch des Ersten Weltkriegs von den Franzosen enteignet und interniert wurden. In Benin wurden auch deutsche Soldaten aus Togo und Kamerun interniert, von denen 35 an den schlechten Lebensbedingungen starben.
1960 wurde Benin unabhängig und es wurden umgehend diplomatische Beziehungen zur Bundesrepublik Deutschland aufgenommen. Deutschland begann in den 1960er Jahren Entwicklungshilfe zu leisten und half u. a. beim Bau einer Ölmühle in Cotonou. 1973 nahm Benin auch Beziehungen zur DDR auf und während der Volksrepublik Benin (1975–1990) war das Verhältnis zur DDR sehr eng.
Seit der Demokratisierung Benins 1990 haben sich die Beziehungen zu Deutschland weiter verbessert und sind auch im frühen 21. Jahrhundert freundschaftlich geblieben. Nach der deutschen Wiedervereinigung verlegte Benin seine Botschaft von der Rüdigerstraße 10 in Bonn nach Berlin. Die Botschaft der Republik Benin in Berlin wurde 2006 von Boni Yayi eingeweiht. 2020 wurde sie allerdings geschlossen und die Botschaft Benins in Paris ist seitdem für die Beziehungen zu Deutschland zuständig.

## Wirtschaftsbeziehungen
Der gegenseitige Warenhandel ist von geringer Intensität. 2024 lagen die deutschen Warenexporte nach Benin bei 77,2 Millionen Euro und die Importe aus dem Land bei 4,3 Millionen Euro. In der Rangliste der deutschen Handelspartner nimmt Benin damit Rang 148 ein.

## Entwicklungshilfe
Zwischen 1960 und 2019 leistete Deutschland Benin Entwicklungshilfe in Höhe von ca. 900 Millionen Euro. Für den Zeitraum 2017–19 wurden ca. 87 Mio. Euro an bilateralen und zusätzliche 20 Mio. Euro an internationalen Projekten zugesagt. Die Deutsche Gesellschaft für Internationale Zusammenarbeit bzw. ihre Vorgängerorganisationen sind seit 1992 mit seinem Büro in Cotonou präsent. Die GIZ hatte 2024 knapp 300 Mitarbeitern vor Ort. Die Schwerpunktthemen deutscher Entwicklungshilfe in Benin sind die Bereiche:
- Gute Regierungsführung
- Schutz der Lebensgrundlagen (Umwelt und natürliche Ressourcen)
- Ausbildung und nachhaltiges Wachstum

## Kulturbeziehungen
Ein gegenseitiges Kulturabkommen wurde 1987 unterzeichnet und trat im folgenden Jahr in Kraft. In Benin sind mehrere politische Stiftungen aus Deutschland (Friedrich-Ebert-Stiftung, Hanns Seidel-Stiftung, Konrad-Adenauer-Stiftung) und der Deutsche Akademische Austauschdienst aktiv. Das Regionalzentrum des Goethe-Instituts in Abidjan ist zudem für Benin zuständig. Die ansässige Botschaft ist mit der Förderung der gegenseitigen Kulturbeziehungen beauftragt und organisiert Deutschkurse, Musikveranstaltungen und Filmvorführungen. Mit deutscher Hilfe wurde auch der alte Königspalast in Porto-Novo (Musée Honmé) restauriert.